# الانجد (حزم العدين)

تعديل مصدري - تعديل

الانجد محلة تابعة لقرية المحرور، التابعة لعزلة الاسلوم بمديرية حزم العدين إحدى مديريات محافظة إب في الجمهورية اليمنية، بلغ تعداد سكانها 25 حسب تعداد اليمن لعام 2004.